# Abram Besicovitch
Abram Besicovitch  (en russe : Абрам Самойлович Безикович, Abram Samoïlovitch Bezikovitch) (23 janvier 1891 à Berdiansk - 2 novembre 1970 à Cambridge) est un mathématicien russe, qui a surtout travaillé en Angleterre.

## Biographie
Abram Besicovitch est né à Berdiansk au bord de la mer d'Azov (aujourd'hui en Ukraine) dans une famille juive.
Il a été l'élève d'Andreï Markov à l'université de Saint-Pétersbourg, soutenant son doctorat en 1912. Il a alors commencé ses recherches en probabilités. Il s'est converti à l'orthodoxie lors de son mariage en 1916. Il a été nommé professeur à l'université de Perm en 1917, et fut pris dans les troubles de la révolution russe lors des années suivantes. En 1920, il accepta un poste à l'université de Petrograd.
En 1924, il se rendit à Copenhague, financé par une bourse Rockefeller. Il y travailla sur les fonctions presque périodiques, qui portent aujourd'hui son nom. Après avoir rencontré G. H. Hardy à Oxford, il travailla pour l'université de Liverpool en 1926 et l'université de Cambridge en 1927.
Il a surtout travaillé sur les méthodes et les questions combinatoires en analyse réelle, comme le problème de Kakeya et la dimension de Hausdorff-Besicovitch. Ces deux sujets particuliers ont pris une importance grandissante.
Il a fortement influencé l'économiste Piero Sraffa, après 1940, alors qu'ils étaient tous deux au Trinity College. Il a aussi influencé Dennis Lindley, un des fondateurs de l'école bayésienne au Royaume-Uni.
Il a reçu le prix Adams en 1930, la médaille De Morgan en 1950 et la médaille Sylvester en 1952. Membre de la Royal Society à partir de 1934, il a succédé en 1950 à J. E. Littlewood à la chaire Rouse Ball de mathématiques à Cambridge.
Il a pris sa retraite en 1958. Il est mort à Cambridge.